# 15530 Kuber
15530 Kuber è un asteroide della fascia principale. Scoperto nel 2000, presenta un'orbita caratterizzata da un semiasse maggiore pari a 2,3136025 UA e da un'eccentricità di 0,1602794, inclinata di 5,69905° rispetto all'eclittica.